# Beppo
Beppo ist ein männlicher Vorname.

## Herkunft und Bedeutung
Beppo ist ein eigenständiger Vorname, wird aber zudem als Spitzname für Josef, Giovanni, Benjamin oder Bernhard gebraucht.

## Bekannte Namensträger
- Beppo Brem (1906–1990), bayerischer Volksschauspieler
- Beppo Küster (* 1950), deutscher Schlagersänger, Schauspieler und Moderator
- Beppo Levi (1875–1961), italienischer Mathematiker
- Beppo Mauhart (1933–2017), österreichischer Industrieller
- Beppo Pohlmann (* 1951), deutscher Liedermacher, Texter und Komponist
- Beppo Römer (1892–1944), deutscher Widerstandskämpfer, eigentlich Josef

## Sonstiges
- Beppo Straßenkehrer, Figur aus dem Roman Momo von Michael Ende
- Alternativname des Bären JJ1
- Beppo der Bock, Kinderspiel des Jahres 2007